# Розумный, Пётр Павлович
Пётр Павлович Розумный (укр. Петро Павлович Розумний; 7 марта 1926, Магдалиновский район, Екатеринославский округ — 20 марта 2013, Ивано-Франковск) — украинский советский диссидент, правозащитник. Член Украинской Хельсинкской группы (с 1979).

## Ранние годы
Пётр Павлович Розумный родился 7 марта 1926 года в селе Чаплинка, расположенном в Днепропетровской области. Вскоре после его рождения с семьёй перехал в село Пшеничное, недавно основанное на целинном правом берегу Днепра. Его отец, Павел Розумный, был арестован в годы Голодомора и приговорён к каторжным работам на канале имени Москвы, во время которых скончался. Пётр, как и остальные члены семьи, выжил только потому, что его отец прятал семейное зерно. В 1942 году, во время операции «Барбаросса», немецкие солдаты арестовали 16-летнего Розумного и отправили его на принудительные работы в город Айслебен. В 1945 году Розумный был освобождён армией США, перенаправлен в Советский Союз, где был призван в Красную Армию и три года отслужил в Польше и Карелии.
В 1952 году окончил Днепропетровский институт иностранных языков, после чего работал учителем английского языка в западноукраинском Почаеве, а в 1959—1960 годах — в краеведческом музее в Кременце.

## Диссидентство
В 1952 году, работая на Западной Украине, Розумный познакомился с Евгением Сверстюком, лидером растущей подпольной украинской интеллигенции, с которым у него вскоре завязались дружеские и рабочие отношения: он, в частности, помогал организовывать Шевченковские дни, а также устраивать проукраинские вечера среди школьников. Это привело к тому, что за ними установилась слежка спецслужб, в следствие чего в 1961 году Розумный провёл шесть дней за решёткой. После этого он переехал в Солёное Днепропетровской области, где возобновил учительскую карьеру.
Преподавая в Солёном, Розумный отказывался читать лекции в поддержку государственного атеизма, социализма и Коммунистической партии Советского Союза — напротив, он раздавал самиздат своим коллегам-преподавателям и ученикам, в том числе работы Павла Тычины, Владимира Сосюры, Евгения Маланюка, Василия Симоненко и Ивана Дзюбы. Сотрудничал с Иваном Сокульским, своим коллегой-диссидентом, над изданием книги Дзюбы «Інтернаціоналізм чи русифікація?» (в переводе с укр. — «Интернационализм или русификация?»). Самиздательская деятельность Розумного, а также его отступление от государственной программы обучения привлекли внимание советских властей. Позже по семейным обстоятельствам, не связанным с диссидентством, был вынужден оставить свою преподавательскую карьеру, уйдя работать на стройку.
25 октября 1969 года, после ареста Сокульского, КГБ провёл обыск в квартире Розумного. Он был задержан для допроса, в ходе которого спецслужбы требовали дать показания против Сокульского, Дзюбы и Сверстюка. Отказавшегося свидетельствовать против своих товарищей Розумного продержали под стражей четыре дня, после чего освободили, и в 1974 году он снова переехал в Ивано-Франковск, где работал на железной дороге. За ним продолжало следить КГБ, который неоднократно проводил обыски в его доме, допросы, требуя подписать отказ от «антисоветской деятельности». Позже Розумный был уволен с работы — официально в связи с сокращением штата, хотя произошло это после того, как он написал письмо в «Литературную газету», в котором осудил советские антиалкогольные кампании.
В 1979 году Розумный присоединился к Украинской Хельсинкской группе (УХГ). Весной 1979 года он посетил нескольких диссидентов, отбывающих сроки в Сибири, в том числе Сверстюка и Вячеслава Чорновола. Розумный передал Чорноволу сообщение от имени своего коллеги из УХГ Зиновия Красивского с просьбой взять на себя роль лидера группы вместо Оксаны Мешко, которая прекратила принимать новых членов в группу из-за пристального наблюдения за ней КГБ.
Во время возвращения из Сибири Розумный был задержан милицией в аэропорту после того, как при обыске у него был обнаружен нож. Сначала он был освобождён, однако осенью 1979 года был вновь арестован и предстал перед судом. Анатолий Сокоринский, личный друг Розумного, позже утверждал, что судебный процесс превратился в хаос: Розумный отказался от адвоката, потребовал, чтобы разбирательство велось на украинском языке, и попросил отвода судьи, обвиняя его в получении взяток. В конечном счёте Розумный был приговорен к трём годам лишения свободы, которые отбывал в Жёлтых Водах и Никополе Днепропетровской области, а также в Бикине Хабаровского края.
После своего освобождения Розумный вернулся в Пшеничное, где работал в колхозе. В ноябре 1984 года он вернулся на Дальний Восток, чтобы помочь Оксане Мешко вернуться домой после её ареста. Он продолжил активно участвовать в деятельности УХГ, став одним из девятнадцати лиц, подписавших уведомление от 11 марта 1988 года о том, что группа публично возобновляет свою деятельность. Розумный также был руководителем Украинского Хельсинкского союза в Днепропетровской области.

## Последующая деятельность
В апреле 1990 года Розумный стал одним из основателей Украинской республиканской партии и был избран её секретарём по иностранным делам. С 1992 года он также был председателем Днепропетровского областного отделения партии и председателем её отделения в Солонянском районе, а с 1994 года — членом комиссии партии по этике.
В 2005 году вступил в партию «Наша Украина», где активно занимался вопросами прав человека и сельской земельной реформы. 
В 2006 году президент Украины Виктор Ющенко наградил Розумного орденом «За мужество» I степени.

## Смерть
Розумный скончался 19 марта 2013 года в Ивано-Франковске. Был похоронен 22 марта в Демьяновом Лазу, бывшем месте массовых захоронений жертв НКВД.